# Hans Heinrich Frey
Hans Heinrich Frey (* 15. Juli 1730 in Zürich; † 2. oder 5. Juni 1787 ebenda) war ein Schweizer Unternehmer.

## Leben

### Familie
Hans Heinrich Frey stammte aus einer Familie mit handwerklichem Hintergrund; sein Vater, Wilhelm Frey, war Färber, und seine Mutter hieß Regina Meyer. 
Er war seit dem 9. November 1760 mit Dorothea (* 15. Januar 1736 in Zürich; † 26. April 1807 ebenda) verheiratet, die Tochter des Hauptmanns Thomas Keller (1696–1772); gemeinsam hatten sie eine Tochter, die bereits kurz nach der Geburt verstarb.

### Werdegang
Hans Heinrich Frey war ein Kaufmann und Mitglied der Zunft zur Schiffleuten, einer der Zünfte in Zürich, die den Handel und die Schifffahrt der Stadt repräsentierte. Im Jahr 1759 gründete er zusammen mit Hans Jakob Pestalozzi das Seidenfabrikations- und Bankhaus Frey & Pestalozzi im historischen Haus zur Farb in Zürich. Hans Jakob Pestalozzi, der als Sohn eines reformierten Pfarrers geboren wurde, hatte bereits eine erfolgreiche Karriere im Textilgeschäft und war in der Zunft zu Saffran aktiv.
Die beiden Unternehmer schafften es rasch, in die obersten Ränge der Zürcher Seidenstoffexporteure aufzusteigen. Im Jahr 1780 erwarb Hans Jakob Pestalozzi den Thalhof am Talacker, der im 17. Jahrhundert erbaut worden war, und verlegte den Firmensitz dorthin. Die Rohseide bezogen sie traditionell aus Oberitalien, während sie ihre Stoffe nicht nur in der Schweiz, sondern auch in Frankreich und Deutschland vertrieben. Anstatt die üblichen Messen zu besuchen, wickelten Frey und Pestalozzi den Handel direkt mit ihren Kunden und Lieferanten ab. Sie beteiligten sich auch an der großen Seiden- und Indiennefirma Kramer und Co. in Mailand und lieferten um 1780 an den Zürcher Kaufmann Salomon Kitt auf den Antillen. Ein wesentlicher Bestandteil ihres Erfolgs war der Einstieg in den Überseehandel, der durch Geschäftsbeziehungen mit Handelsvertretern wie Salomon Kitt gefördert wurde. Salomon Kitt war bekannt für seine Zusammenarbeit mit verschiedenen Textilproduzenten und -händlern, die ihre Waren über die Firma Kitt & Rheinwald in Konsignation anboten.
Die Partnerschaft zwischen Hans Heinrich Frey und Hans Jakob Pestalozzi war von großer Bedeutung für die Entwicklung der Seidenindustrie in Zürich. Unter ihrer Leitung zeichnete sich die Firma durch eine innovative, exportorientierte Geschäftspolitik aus. Dies führte dazu, dass das Unternehmen rasch zu einem der bedeutendsten Seidenexporteure der Stadt aufstieg. 
Dank dieser strategischen Entscheidungen und der starken Marktposition konnte die Seidenfabrik Frey & Pestalozzi sowohl in der Schweiz als auch international an Bekanntheit gewinnen. Die Firma spielte eine Schlüsselrolle im wirtschaftlichen Aufschwung Zürichs im 18. Jahrhundert und trug zur Etablierung der Stadt als wichtiges Zentrum für die Textilindustrie bei.
Nach dem Tod Hans Jakob  Pestalozzis im Jahr 1782 übernahm dessen ältester Sohn, Hans Jakob Pestalozzi (1731–1802), die Geschäfte. Als auch Hans Heinrich Frey 1787 starb, trat Pestalozzis Neffe Jakob Schulthess-Hirzel (1733–1800) in die Firma ein, die daraufhin in Pestalozzi und Schulthess umbenannt wurde. Die Exporte auf die Antillen mussten jedoch aufgrund erlittenen Verlusten bereits 1787 eingestellt werden. Zu den bedeutendsten Kunden der Seidenfirma zählten unter anderem die Deutschländerhandlung Jenny und Streiff in Glarus und Johannes Walser in Herisau, sowie viele Abnehmer in deutschen und italienischen Städten.